# St Ippolyts
St Ippolyts is een civil parish in het bestuurlijke gebied North Hertfordshire, in het Engelse graafschap Hertfordshire met 2047 inwoners.

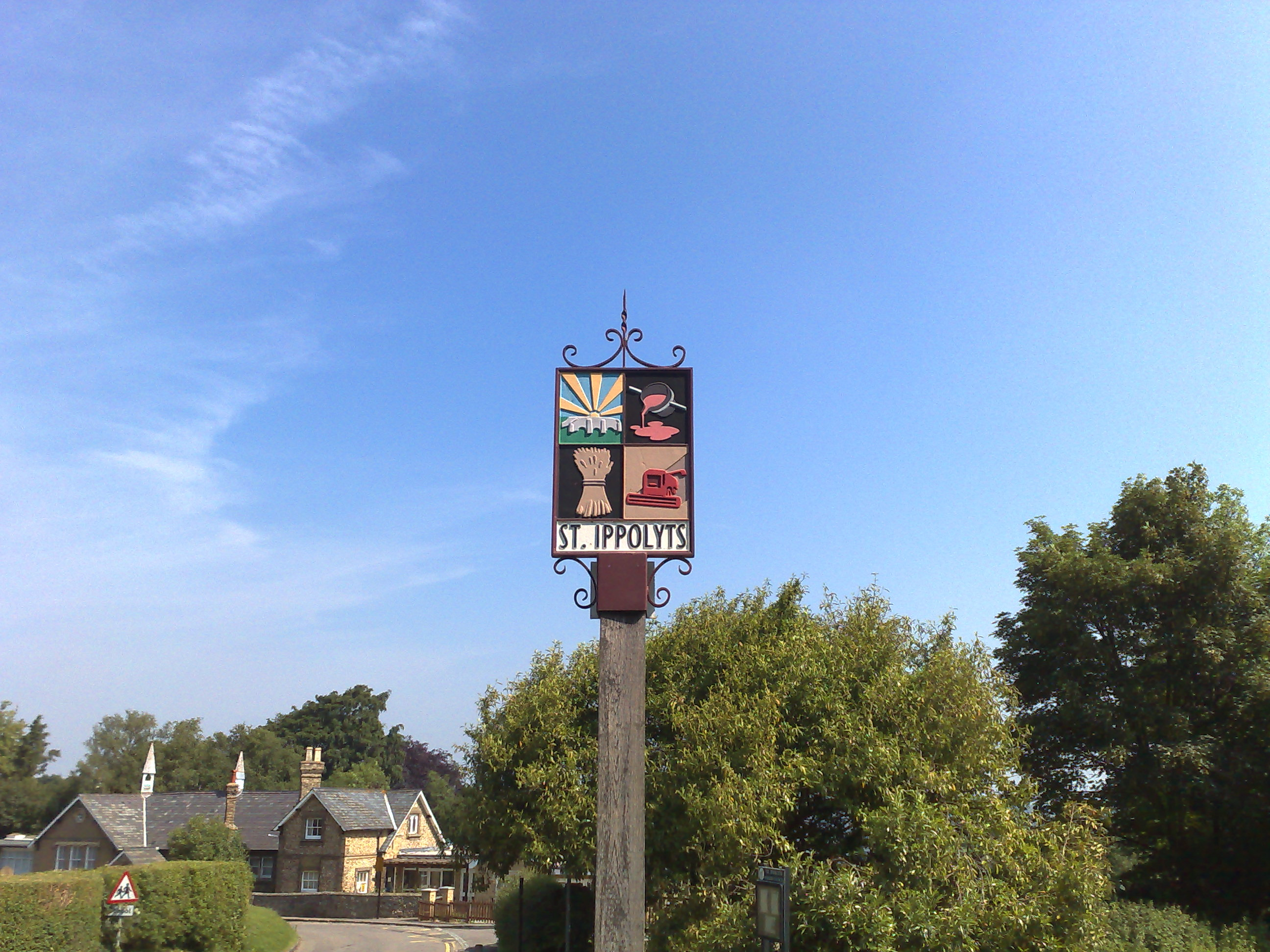
St Ippolyts
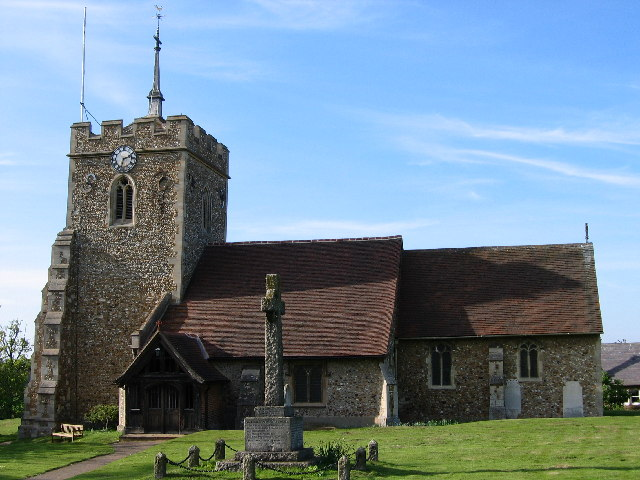
Kerk van St Ippolyts